# Exochus flexus
Exochus flexus är en stekelart som beskrevs av Valentina I. Tolkanitz 2003. Exochus flexus ingår i släktet Exochus och familjen brokparasitsteklar. Inga underarter finns listade i Catalogue of Life.